# Sociedad Anónima Vinícola del Norte
El Vino Savín fue una marca de vino de mesa en España. La primera factoría de vinos se crea en el año 1961 por el empresario Juan Alcorta Maiz (presidente de la empresa aceitera Koipe) en colaboración con José Ortigüela, el nombre de la empresa surge del acrónimo: Sociedad Anónima Vinícola del Norte (SAVIN). La idea inicial era la fusión productiva de vinateros y aceiteros guipuzcoanos (Logroño). Pronto se convertiría en la principal bodeguera española en los años setenta.

## Historia
Cuando se decide crear la factoría de vinos en 1961, el fundador José Ortigüela ya poseía en El Villar de Arnedo (La Rioja) una marca distribuidora de vinos denominada Bodegas Campo Viejo. La asociación con Juan Alcorta empresario del aceite se remonta a 1957. Debido a su gran flota de camiones cargados de vino a granel o vino embotellado consigue implantarse en gran parte del territorio español. Antes de SAVIN lo habitual era comprar el vino en las alhóndigas o en establecimientos con dispensadores a granel con garrafones o botellas. La aparición de esta distribuidora permite, por primera vez en España, la aparición del vino de mesa embotellado en las familias españolas de los años setenta y parte de los ochenta. 